# ويليام رايت (سياسي أسترالي)
ويليام رايت (بالإنجليزية: William Wright) هو سياسي أسترالي، ولد في 1816 في المملكة المتحدة، وتوفي في 1 فبراير 1877 في أستراليا. انتخب عضو المجلس التشريعي الفيكتوري (أغسطس 1853 – 1 مارس 1856).